# کارمن ریشر
کارمن ریشر (به انگلیسی: Carmen Rischer) ژیمناست زادهٔ ۱۶ مهٔ ۱۹۵۶ میلادی اهل کشور آلمان است.